# Bocksdorf
Bocksdorf est une commune d'Autriche, dans le Burgenland. Elle fait partie du district de Güssing.

## Géographie
La commune de Bocksdorf est située dans la région du sud du Burgenland. Bocksdorf est le seul village de la commune. Autres lieux habités sont Bocksdorfer Berghäuser et Zickenbergen.
|      | Stegersbach |           |
|      | Bocksdorf   | Rauchwart |
| Rohr | Heugraben   |           |

## Démographie
| Année | Pop.  | ±%      |
| ----- | ----- | ------- |
| 1869  | 1 048 | —       |
| 1880  | 1 216 | +16,0 % |
| 1890  | 1 385 | +13,9 % |
| 1900  | 1 344 | −3,0 %  |
| 1910  | 1 365 | +1,6 %  |
| 1923  | 1 225 | −10,3 % |
| 1934  | 1 252 | +2,2 %  |
| 1939  | 991   | −20,8 % |
| 1951  | 970   | −2,1 %  |
| 1961  | 899   | −7,3 %  |
| 1971  | 886   | −1,4 %  |
| 1981  | 928   | +4,7 %  |
| 1991  | 816   | −12,1 % |
| 2001  | 791   | −3,1 %  |
| 2011  | 808   | +2,1 %  |
|       |       |         |
| 2020  | 807   | —       |